# Pseuduvaria trimera
Pseuduvaria trimera är en kirimojaväxtart som först beskrevs av William Grant Craib, och fick sitt nu gällande namn av Yvonne C.F. Su och Richard M.K. Saunders. Pseuduvaria trimera ingår i släktet Pseuduvaria och familjen kirimojaväxter. Inga underarter finns listade i Catalogue of Life.